# Perduti nello spazio (romanzo)
Perduti nello spazio (Survey Ship) è un romanzo fantascientifico del 1980 scritto da Marion Zimmer Bradley, pubblicato in italia per la prima volta da Fanucci nel 1995.

## Trama
Nati per un solo scopo: viaggiare tra le stelle. Selezionati fin da piccolissimi per un unico traguardo, salire su un'astronave e viaggiare nello spazio per cercare nuove terre. Trovare nuovi pianeti abitabili. Questo è il destino che attende sei giovani ragazzi, il meglio che ci si possa aspettare per intuito, tenacia, forza, intelletto. Ma dopo un lungo e duro addestramento, soli fra le stelle, il viaggio può riservare sorprese e pericoli fuori da ogni immaginazione.

## Edizioni
- Marion Zimmer Bradley, Perduti nello Spazio, Fanucci, 1995,  p. 214.